# 12e étape du Tour de France 2014
Pour un article plus général, voir Tour de France 2014.

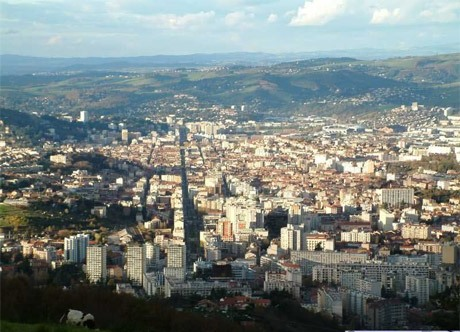
Vue générale de Saint-Etienne (avec l'aimable autorisation de Forez.info)

La 12e étape du Tour de France 2014 s'est déroulée le jeudi 17 juillet 2014 entre Bourg-en-Bresse et Saint-Étienne sur 185,5 km.

## Résultats

### Classement de l'étape
| Classement de la 12e étape | Classement de la 12e étape | Classement de la 12e étape | Classement de la 12e étape | Classement de la 12e étape |
|                            | Coureur                    | Pays                       | Équipe                     | Temps                      |
| -------------------------- | -------------------------- | -------------------------- | -------------------------- | -------------------------- |
| 1er                        | Alexander Kristoff         | Norvège                    | Katusha                    | en 4 h 32 min 11 s         |
| 2e                         | Peter Sagan                | Slovaquie                  | Cannondale                 | m.t                        |
| 3e                         | Arnaud Démare              | France                     | FDJ.fr                     | m.t                        |
| 4e                         | Michael Albasini           | Suisse                     | Orica-GreenEDGE            | m.t                        |
| 5e                         | Ramūnas Navardauskas       | Lituanie                   | Garmin-Sharp               | m.t                        |
| 6e                         | Daniele Bennati            | Italie                     | Tinkoff-Saxo               | m.t                        |
| 7e                         | Bryan Coquard              | France                     | Europcar                   | m.t                        |
| 8e                         | Daniel Oss                 | Italie                     | BMC Racing                 | m.t                        |
| 9e                         | Samuel Dumoulin            | France                     | AG2R La Mondiale           | m.t                        |
| 10e                        | José Joaquín Rojas         | Espagne                    | BMC Racing                 | m.t                        |
| modifier                   |                            |                            |                            |                            |

### Points attribués
| Sprint intermédiaire Romanèche-Thorins (km 185,5) | Sprint intermédiaire Romanèche-Thorins (km 185,5) | Sprint intermédiaire Romanèche-Thorins (km 185,5) | Sprint intermédiaire Romanèche-Thorins (km 185,5) | Sprint intermédiaire Romanèche-Thorins (km 185,5) |
| ------------------------------------------------- | ------------------------------------------------- | ------------------------------------------------- | ------------------------------------------------- | ------------------------------------------------- |
|                                                   | Coureur                                           | Pays                                              | Équipe                                            | Point(s)                                          |
| 1er                                               | Florian Vachon                                    | France                                            | Bretagne-Séché Environnement                      | 20                                                |
| 2e                                                | Grégory Rast                                      | Suisse                                            | Trek Factory Racing                               | 17                                                |
| 3e                                                | Simon Clarke                                      | Australie                                         | Orica-GreenEDGE                                   | 15                                                |
| 4e                                                | David de la Cruz                                  | Espagne                                           | NetApp-Endura                                     | 13                                                |
| 5e                                                | Sebastian Langeveld                               | Pays-Bas                                          | Garmin-Sharp                                      | 11                                                |
| 6e                                                | Marcel Kittel                                     | Allemagne                                         | Giant-Shimano                                     | 10                                                |
| 7e                                                | Bryan Coquard                                     | France                                            | Europcar                                          | 9                                                 |
| 8e                                                | Mark Renshaw                                      | Australie                                         | Omega Pharma-Quick Step                           | 8                                                 |
| 9e                                                | Romain Feillu                                     | France                                            | Bretagne-Séché Environnement                      | 7                                                 |
| 10e                                               | André Greipel                                     | Allemagne                                         | Lotto-Belisol                                     | 6                                                 |
| 11e                                               | Peter Sagan                                       | Slovaquie                                         | Cannondale                                        | 5                                                 |
| 12e                                               | Fabio Sabatini                                    | Italie                                            | Cannondale                                        | 4                                                 |
| 13e                                               | Elia Viviani                                      | Italie                                            | Cannondale                                        | 3                                                 |
| 14e                                               | Tom Veelers                                       | Pays-Bas                                          | Giant-Shimano                                     | 2                                                 |
| 15e                                               | Yohann Gène                                       | France                                            | Europcar                                          | 1                                                 |
| modifier                                          |                                                   |                                                   |                                                   |                                                   |

| Classement de l'étape | Classement de l'étape | Classement de l'étape | Classement de l'étape        | Classement de l'étape |
| --------------------- | --------------------- | --------------------- | ---------------------------- | --------------------- |
|                       | Coureur               | Pays                  | Équipe                       | Point(s)              |
| 1er                   | Alexander Kristoff    | Norvège               | Katusha                      | 45                    |
| 2e                    | Peter Sagan           | Slovaquie             | Cannondale                   | 35                    |
| 3e                    | Arnaud Démare         | France                | FDJ.fr                       | 30                    |
| 4e                    | Michael Albasini      | Suisse                | Orica-GreenEDGE              | 26                    |
| 5e                    | Ramūnas Navardauskas  | Lituanie              | Garmin-Sharp                 | 22                    |
| 6e                    | Daniele Bennati       | Italie                | Tinkoff-Saxo                 | 20                    |
| 7e                    | Bryan Coquard         | France                | Europcar                     | 18                    |
| 8e                    | Daniel Oss            | Italie                | BMC Racing                   | 16                    |
| 9e                    | Samuel Dumoulin       | France                | AG2R La Mondiale             | 14                    |
| 10e                   | José Joaquín Rojas    | Espagne               | BMC Racing                   | 12                    |
| 11e                   | Romain Feillu         | France                | Bretagne-Séché Environnement | 10                    |
| 12e                   | Armindo Fonseca       | France                | Bretagne-Séché Environnement | 8                     |
| 13e                   | John Degenkolb        | Allemagne             | Giant-Shimano                | 6                     |
| 14e                   | Jürgen Roelandts      | Belgique              | Lotto-Belisol                | 4                     |
| 15e                   | Bauke Mollema         | Pays-Bas              | Belkin                       | 2                     |
| modifier              |                       |                       |                              |                       |

### Cols et côtes
| Col de Brouilly (km 58,5) 4e catégorie | Col de Brouilly (km 58,5) 4e catégorie | Col de Brouilly (km 58,5) 4e catégorie | Col de Brouilly (km 58,5) 4e catégorie | Col de Brouilly (km 58,5) 4e catégorie |
| -------------------------------------- | -------------------------------------- | -------------------------------------- | -------------------------------------- | -------------------------------------- |
|                                        | Coureur                                | Pays                                   | Équipe                                 | Point(s)                               |
| 1er                                    | David de la Cruz                       | Espagne                                | NetApp-Endura                          | 1                                      |
| modifier                               |                                        |                                        |                                        |                                        |

| Côte du Saule-d'Oingt (km 83,0) 3e catégorie | Côte du Saule-d'Oingt (km 83,0) 3e catégorie | Côte du Saule-d'Oingt (km 83,0) 3e catégorie | Côte du Saule-d'Oingt (km 83,0) 3e catégorie | Côte du Saule-d'Oingt (km 83,0) 3e catégorie |
| -------------------------------------------- | -------------------------------------------- | -------------------------------------------- | -------------------------------------------- | -------------------------------------------- |
|                                              | Coureur                                      | Pays                                         | Équipe                                       | Point(s)                                     |
| 1er                                          | David de la Cruz                             | Espagne                                      | NetApp-Endura                                | 2                                            |
| 2e                                           | Grégory Rast                                 | Suisse                                       | Trek Factory Racing                          | 1                                            |
| modifier                                     |                                              |                                              |                                              |                                              |

| Col des Brosses (km 138,0) 3e catégorie | Col des Brosses (km 138,0) 3e catégorie | Col des Brosses (km 138,0) 3e catégorie | Col des Brosses (km 138,0) 3e catégorie | Col des Brosses (km 138,0) 3e catégorie |
| --------------------------------------- | --------------------------------------- | --------------------------------------- | --------------------------------------- | --------------------------------------- |
|                                         | Coureur                                 | Pays                                    | Équipe                                  | Point(s)                                |
| 1er                                     | Sebastian Langeveld                     | Pays-Bas                                | Garmin-Sharp                            | 2                                       |
| 2e                                      | Simon Clarke                            | Australie                               | Orica-GreenEDGE                         | 1                                       |
| modifier                                |                                         |                                         |                                         |                                         |

| Côte de Grammond (km 164) 4e catégorie | Côte de Grammond (km 164) 4e catégorie | Côte de Grammond (km 164) 4e catégorie | Côte de Grammond (km 164) 4e catégorie | Côte de Grammond (km 164) 4e catégorie |
| -------------------------------------- | -------------------------------------- | -------------------------------------- | -------------------------------------- | -------------------------------------- |
|                                        | Coureur                                | Pays                                   | Équipe                                 | Point(s)                               |
| 1er                                    | Simon Clarke                           | Australie                              | Orica-GreenEDGE                        | 1                                      |
| modifier                               |                                        |                                        |                                        |                                        |

## Classements à l'issue de l'étape

### Classement général
| Classement général | Classement général     | Classement général | Classement général | Classement général  |
|                    | Coureur                | Pays               | Équipe             | Temps               |
| ------------------ | ---------------------- | ------------------ | ------------------ | ------------------- |
| 1er                | Vincenzo Nibali        | Italie             | Astana             | en 51 h 31 min 34 s |
| 2e                 | Richie Porte           | Australie          | Sky                | + 2 min 23 s        |
| 3e                 | Alejandro Valverde     | Espagne            | Movistar           | + 2 min 47 s        |
| 4e                 | Romain Bardet          | France             | AG2R La Mondiale   | + 3 min 1 s         |
| 5e                 | Thibaut Pinot          | France             | FDJ.fr             | + 3 min 47 s        |
| 6e                 | Tejay van Garderen     | États-Unis         | BMC Racing         | + 3 min 56 s        |
| 7e                 | Jean-Christophe Péraud | France             | AG2R La Mondiale   | + 3 min 57 s        |
| 8e                 | Bauke Mollema          | Pays-Bas           | Belkin             | + 4 min 8 s         |
| 9e                 | Jurgen Van den Broeck  | Belgique           | Lotto-Belisol      | + 4 min 18 s        |
| 10e                | Jakob Fuglsang         | Danemark           | Astana             | + 4 min 31 s        |
| modifier           |                        |                    |                    |                     |

### Classement par points
| Classement par points | Classement par points | Classement par points | Classement par points | Classement par points |
| --------------------- | --------------------- | --------------------- | --------------------- | --------------------- |
|                       | Coureur               | Pays                  | Équipe                | Point(s)              |
| 1er                   | Peter Sagan           | Slovaquie             | Cannondale            | 341 points            |
| 2e                    | Bryan Coquard         | France                | Europcar              | 189 pts               |
| 3e                    | Alexander Kristoff    | Norvège               | Katusha               | 172 pts               |
| modifier              |                       |                       |                       |                       |

### Classement du meilleur grimpeur
| Classement du meilleur grimpeur | Classement du meilleur grimpeur | Classement du meilleur grimpeur | Classement du meilleur grimpeur | Classement du meilleur grimpeur |
| ------------------------------- | ------------------------------- | ------------------------------- | ------------------------------- | ------------------------------- |
|                                 | Coureur                         | Pays                            | Équipe                          | Point(s)                        |
| 1er                             | Joaquim Rodríguez               | Espagne                         | Katusha                         | 51 points                       |
| 2e                              | Thomas Voeckler                 | France                          | Europcar                        | 34 pts                          |
| 3e                              | Tony Martin                     | Allemagne                       | Omega Pharma-Quick Step         | 26 pts                          |
| modifier                        |                                 |                                 |                                 |                                 |

### Classement du meilleur jeune
| Classement général du meilleur jeune | Classement général du meilleur jeune | Classement général du meilleur jeune | Classement général du meilleur jeune | Classement général du meilleur jeune |
|                                      | Coureur                              | Pays                                 | Équipe                               | Temps                                |
| ------------------------------------ | ------------------------------------ | ------------------------------------ | ------------------------------------ | ------------------------------------ |
| 1er                                  | Romain Bardet                        | France                               | AG2R La Mondiale                     | en 51 h 34 min 35 s                  |
| 2e                                   | Thibaut Pinot                        | France                               | FDJ.fr                               | + 46 s                               |
| 3e                                   | Michał Kwiatkowski                   | Pologne                              | Omega Pharma-Quick Step              | + 1 min 38 s                         |
| modifier                             |                                      |                                      |                                      |                                      |

### Classement par équipes
| Classement par équipes | Classement par équipes | Classement par équipes | Classement par équipes |
|                        | Équipe                 | Pays                   | Temps                  |
| ---------------------- | ---------------------- | ---------------------- | ---------------------- |
| 1re                    | AG2R La Mondiale       | France                 | en 154 h 42 min 16 s   |
| 2e                     | Astana                 | Kazakhstan             | + 3 min 19 s           |
| 3e                     | Belkin                 | Pays-Bas               | + 4 min 25 s           |
| modifier               |                        |                        |                        |

## Abandons
- David de la Cruz (NetApp-Endura) : abandon sur chute
- Andrew Talansky (Garmin-Sharp) : non-partant